# .fm
.fm er et nationalt topdomæne der er reserveret til Mikronesien.
.fm er et populært domæne uden for Mikronesien, da det er en hentydning til radio- og audio broadcasting-verdenen. Et eksempel er last.fm, en online musikservice.
| Nationale topdomæner | Spire Denne artikel om nationale topdomæner er en spire som bør udbygges. Du er velkommen til at hjælpe Wikipedia ved at udvide den. |